# Giải Viện Hàn lâm Nhật Bản lần thứ 31
Giải Viện Hàn lâm Nhật Bản lần thứ 31 (第39回日本アカデミー賞) là lễ trao giải thứ 31 của Giải Viện Hàn lâm Nhật Bản hàng năm, một giải thưởng được trao bởi Viện Hàn lâm Nhật Bản và Hiệp hội Sho để vinh danh những hạng mục phim xuất sắc của năm 2007. Lễ trao giải được tổ chức vào ngày 15 tháng 2 năm 2008 tại Khách sạn Grand Prince New Takanawa tại Tokyo, Nhật Bản.

## Giải thưởng
Tất cả các hạng mục trao giải (trừ giải diễn viên trẻ của năm và các giải đặc biệt) được chia làm hai danh hiệu: các đề cử (do thành viên Viện Hàn lâm bầu chọn) đều đạt danh hiệu Xuất sắc của năm và trong các đề cử sẽ chọn ra một giải Xuất sắc nhất của năm.
| Phim điện ảnh xuất sắc của năm | Phim hoạt hình xuất sắc của năm |
| --- | --- |
| - Phim điện ảnh hay nhất của năm: Tōkyō tawaa ~ okan to boku to, tokidoki, oton ~ - Always Zoku Sanchōme no Yūhi - Kisaragi - Soredemo boku wa yattenai - Bizan | - Phim hoạt hình hay nhất của năm: Tekkonkinkurīto - Evangerion Shin Gekijōban: Jo - Kappa no Kū to Natsuyasumi - Piano no Mori - Meitantei Konan: Kon Peki no Jorī Rojā                                                                                                 |
| Đạo diễn xuất sắc của năm | Biên kịch xuất sắc của năm |
| - Đạo diễn xuất sắc nhất của năm: Matsuoka Joji – Tōkyō tawaa ~ okan to boku to, tokidoki, oton ~ - Inudo Isshin – Bizan - Satō Yūichi – Kisaragi - Suo Masayuki – Soredemo boku wa yattenai - Yamazaki Takashi – Always Zoku Sanchōme no Yūhi                                     | - Biên kịch xuất sắc nhất của năm: Matsuo Suzuki – Tōkyō tawaa ~ okan to boku to, tokidoki, oton ~ - Kudō Kankurō – Maiko Haaaan!!! - Suo Masayuki – Soredemo boku wa yattenai - Yamazaki Takashi và Kosawa Ryōta – Always Zoku Sanchōme no Yūhi                         |
| Nam diễn viên chính xuất sắc | Nữ diễn viên chính xuất sắc |
| - Nam diễn viên chính xuất sắc nhất: Yoshioka Hidetaka – Always Zoku Sanchōme no Yūhi - Abe Sadao – Maiko Haaaan!!! - Odagiri Joe – Tōkyō tawaa ~ okan to boku to, tokidoki, oton ~ - Kase Ryo – Soredemo boku wa yattenai - Yakusho Kōji – Zou no Senaka                          | - Nữ diễn viên chính xuất sắc nhất: Kiki Kirin – Tōkyō tawaa ~ okan to boku to, tokidoki, oton ~ - Terajima Shinobu – Ai no Rukeichi - Nakatani Miki – Jigyaku no Uta - Nakama Yukie – Oh! Oku - Miyazawa Rie – Orion-za Kara no Shōkaijō                                |
| Nam diễn viên phụ xuất sắc | Nữ diễn viên phụ xuất sắc |
| - Nam diễn viên phụ xuất sắc nhất: Kobayashi Kaoru – Tōkyō tawaa ~ okan to boku to, tokidoki, oton ~ - Emoto Akira – Yajikita Dōchū Teresuko - Kagawa Teruyuki – Kisaragi - Tsutsumi Shinichi – Always Zoku Sanchōme no Yūhi và Maiko Haaaan!!!                                    | - Nữ diễn viên phụ xuất sắc nhất: Motai Masako – Soredemo boku wa yattenai - Horikita Maki – Always Zoku Sanchōme no Yūhi - Matsu Takako – Tōkyō tawaa ~ okan to boku to, tokidoki, oton ~ - Miyamoto Nobuko – Bizan - Yakushimaru Hiroko – Always Zoku Sanchōme no Yūhi |
| Âm nhạc xuất sắc | Quay phim xuất sắc |
| - Âm nhạc xuất sắc nhất: Ōshima Michiru – Bizan - Ueda Tadashi – Tōkyō tawaa ~ okan to boku to, tokidoki, oton ~ - Satō Naoki – Always Zoku Sanchōme no Yūhi - Sheena Ringo – Sakuran - Suo Yoshikazu – Soredemo boku wa yattenai                                                  | - Quay phim xuất sắc nhất: Tsutai Takahiro – Bizan - Kasamatsu Norimichi – Tōkyō tawaa ~ okan to boku to, tokidoki, oton ~ - Kayano Naoki – Soredemo boku wa yattenai - Kimura Daisaku – Tsukigami - Shibasaki Kōzō – Always Zoku Sanchōme no Yūhi                       |
| Đạo diễn ánh sáng xuất sắc | Chỉ đạo nghệ thuật xuất sắc |
| - Đạo diễn ánh sáng xuất sắc nhất: Hikita Yoshitake – Bizan - Mizuno Kenichi – Tōkyō tawaa ~ okan to boku to, tokidoki, oton ~ - Osada Tatsuya – Soredemo boku wa yattenai - Sugimito Takashi – Tsukigami - Mizuno Kenichi – Always Zoku Sanchōme no Yūhi                          | - Chỉ đạo nghệ thuật xuất sắc nhất: Heya Kyōko – Soredemo boku wa yattenai - Iwaki Namiko – Sakuran - Joujou Anri – Always Zoku Sanchōme no Yūhi - Harada Mitsuo – Tōkyō tawaa ~ okan to boku to, tokidoki, oton ~ - Yoshida Takashi – Oh! Oku                           |
| Thu âm xuất sắc | Biên tập xuất sắc |
| - Thu âm xuất sắc nhất: Tsurumaki Hitoshi – Always Zoku Sanchōme no Yūhi - Abe Shigeru, Kōri Hiromichi, Yoneyama Kiyoshi – Soredemo boku wa yattenai - Kakizawa Kiyoshi – Tōkyō tawaa ~ okan to boku to, tokidoki, oton ~ - Shima Junichi – Bizan - Matsukage Nobuhiko – Tsukigami | - Biên tập xuất sắc nhất: Kikuchi Junichi – Soredemo boku wa yattenai - Ueno Sōichi – Bizan - Hirasawa Seigo – Maiko Haaaan!!! - Fushima Shinichi – Tōkyō tawaa ~ okan to boku to, tokidoki, oton ~ - Miyajima Ryūji – Always Zoku Sanchōme no Yūhi                      |
| Phim nước ngoài xuất sắc | Diễn viên trẻ của năm |
| - Phim nước ngoài hay nhất: Letters from Iwo Jima - Giấc mơ danh vọng - Babel - Hairspray - The Bourne Ultimatum | - Wentz Eiji – GeGeGe no Kitarō - Hayashi Kento – Batterī - Miura Haruma – Koizora - Aragaki Yui – Koizora - Uchida Yayako – Tōkyō tawaa ~ okan to boku to, tokidoki, oton ~ - Kaho – Tennen Kokekkō - Kitano Kie – Kōfuku na Shokutaku                                  |
| Giải thưởng đặc biệt từ Hiệp hội | Giải thưởng Đặc biệt từ Chủ tịch Hiệp hội |
| Vinh danh người có nhiều hỗ trợ đóng góp trong quá trình làm phim. - Shibasaki Kenji (Hiệu ứng âm thanh) | Giải thưởng vinh danh những người có nhiều đóng góp trong nhiều năm (những người đã mất trong năm 2007). - Ueki Hitoshi (Diễn viên) - Kumai Kei (Đạo diễn) |
| Giải thưởng Bình chọn | |
| - Giải thưởng diễn viên được khán giả bình chọn: Aragaki Yui – Koizora - Giải thưởng phim được khán giả bình chọn: Kisaragi | |